# 1970-es NHL-amatőr draft
1970-es NHL-amatőr draft a nyolcadik draft volt a National Hockey League történetében. 1970. június 11-én tartották meg a kanadai Montréalban a Queen Elizabeth Hotelben.

## A draft
|  | = NHL All-Star |  |  | = A Jégkorong Hírességek Csarnokának a tagja |

### Első kör
| #  | Játékos           | Poszt       | Nemzetiség | NHL-csapat              | Egyetem/junior/klub csapat      |
| -- | ----------------- | ----------- | ---------- | ----------------------- | ------------------------------- |
| 1  | Gilbert Perreault | Center      | Kanada     | Buffalo Sabres          | Montréal Junior Canadiens (OHA) |
| 2  | Dale Tallon       | Védő        | Kanada     | Vancouver Canucks       | Toronto Marlboros (OHA)         |
| 3  | Reggie Leach      | Jobb szélső | Kanada     | Boston Bruins           | Flin Flon Bombers (WCHL)        |
| 4  | Rick MacLeish     | Bal szélső  | Kanada     | Boston Bruins           | Peterborough Petes (OHA)        |
| 5  | Ray Martyniuk     | Kapus       | Kanada     | Montréal Canadiens      | Flin Flon Bombers (WCHL)        |
| 6  | Chuck Lefley      | Bal szélső  | Kanada     | Montréal Canadiens      | Kanadai válogatott              |
| 7  | Greg Polis        | Bal szélső  | Kanada     | Pittsburgh Penguins     | Estevan Bruins (WCHL)           |
| 8  | Darryl Sittler    | Center      | Kanada     | Toronto Maple Leafs     | London Knights (OHA)            |
| 9  | Ron Plumb         | Védő        | Kanada     | Boston Bruins           | Peterborough Petes (OHA)        |
| 10 | Chris Oddleifson  | Center      | Kanada     | California Golden Seals | Winnipeg Jets (WCHL)            |
| 11 | Norm Gratton      | Jobb szélső | Kanada     | New York Rangers        | Montréal Junior Canadiens (OHA) |
| 12 | Serge Lajeunesse  | Védő        | Kanada     | Detroit Red Wings       | Montréal Junior Canadiens (OHA) |
| 13 | Bob Stewart       | Védő        | Kanada     | Boston Bruins           | Oshawa Generals (OHA)           |
| 14 | Dan Maloney       | Bal szélső  | Kanada     | Chicago Black Hawks     | London Knights (OHA)            |
|    |                   |             |            |                         |                                 |

### Második kör
| #  | Játékos            | Poszt       | Nemzetiség | NHL-csapat              | Egyetem/junior/klub csapat            |
| -- | ------------------ | ----------- | ---------- | ----------------------- | ------------------------------------- |
| 15 | Butch Deadmarsh    | Bal szélső  | Kanada     | Buffalo Sabres          | Brandon Wheat Kings (WCHL)            |
| 16 | Jim Hargreaves     | Védő        | Kanada     | Vancouver Canucks       | Winnipeg Jets (WCHL)                  |
| 17 | Buster Harvey      | Jobb szélső | Kanada     | Minnesota North Stars   | Hamilton Red Wings (OHA)              |
| 18 | Bill Clement       | Center      | Kanada     | Philadelphia Flyers     | Ottawa 67's (OHA)                     |
| 19 | Pete Laframboise   | Center      | Kanada     | California Golden Seals | Ottawa 67's (OHA)                     |
| 20 | Fred Barrett       | Védő        | Kanada     | Minnesota North Stars   | Toronto Marlboros (OHA)               |
| 21 | John Stewart       | Bal szélső  | Kanada     | Pittsburgh Penguins     | Flin Flon Bombers (WCHL)              |
| 22 | Errol Thompson     | Védő        | Kanada     | Toronto Maple Leafs     | Charlottetown Royals (NBSHL)          |
| 23 | Murray Keogan      | Center      | Kanada     | St. Louis Blues         | University of Minnesota Duluth (WCHA) |
| 24 | Al McDonough       | Jobb szélső | Kanada     | Los Angeles Kings       | St. Catharines Black Hawks (OHA)      |
| 25 | Mike Murphy        | Jobb szélső | Kanada     | New York Rangers        | Toronto Marlboros (OHA)               |
| 26 | Bob Guindon        | Bal szélső  | Kanada     | Detroit Red Wings       | Montréal Junior Canadiens (OHA)       |
| 27 | Dan Bouchard       | Kapus       | Kanada     | Boston Bruins           | London Knights (OHA)                  |
| 28 | Michel Archambault | Bal szélső  | Kanada     | Chicago Black Hawks     | Drummondville Rangers (QMJHL)         |
|    |                    |             |            |                         |                                       |

### Harmadik kör
| #  | Játékos          | Poszt       | Nemzetiség | NHL-csapat              | Egyetem/junior/klub csapat    |
| -- | ---------------- | ----------- | ---------- | ----------------------- | ----------------------------- |
| 29 | Steve Cuddie     | Védő        | Kanada     | Buffalo Sabres          | Toronto Marlboros (OHA)       |
| 30 | Ed Dyck          | Kapus       | Kanada     | Vancouver Canucks       | Calgary Centennials (WCHL)    |
| 31 | Steve Carlyle    | Védő        | Kanada     | Montréal Canadiens      | Red Deer Rustlers (AJHL)      |
| 32 | Bob Kelly        | Center      | Kanada     | Philadelphia Flyers     | Oshawa Generals (OHA)         |
| 33 | Randy Rota       | Center      | Kanada     | California Golden Seals | Calgary Centennials (WCHL)    |
| 34 | Dennis Patterson | Védő        | Kanada     | Minnesota North Stars   | Peterborough Petes (OHA)      |
| 35 | Larry Bignell    | Védő        | Kanada     | Pittsburgh Penguins     | Edmonton Oil Kings (WCHL)     |
| 36 | Gerry O'Flaherty | Bal szélső  | Kanada     | Toronto Maple Leafs     | Kitchener Rangers (OHA)       |
| 37 | Ron Climie       | Bal szélső  | Kanada     | St. Louis Blues         | Hamilton Red Wings (OHA)      |
| 38 | Terry Holbrook   | Jobb szélső | Kanada     | Los Angeles Kings       | London Knights (OHA)          |
| 39 | Wendel Bennett   | Jobb szélső | Kanada     | New York Rangers        | Weyburn Red Wings (SJHL)      |
| 40 | Yvon Lambert     | Bal szélső  | Kanada     | Detroit Red Wings       | Drummondville Rangers (QMJHL) |
| 41 | Ray Brownlee     | Bal szélső  | Kanada     | Boston Bruins           | University of Brandon (CIAU)  |
| 42 | Len Frig         | Védő        | Kanada     | Chicago Black Hawks     | Calgary Centennials (WCHL)    |
|    |                  |             |            |                         |                               |

### Negyedik kör
| #  | Játékos          | Poszt       | Nemzetiség | NHL-csapat              | Egyetem/junior/klub csapat            |
| -- | ---------------- | ----------- | ---------- | ----------------------- | ------------------------------------- |
| 43 | Randy Wyrozub    | Center      | Kanada     | Buffalo Sabres          | Edmonton Oil Kings (WCHL)             |
| 44 | Brent Taylor     | Jobb szélső | Kanada     | Vancouver Canucks       | Estevan Bruins (WCHL)                 |
| 45 | Cal Hammond      | Kapus       | Kanada     | Montréal Canadiens      | Flin Flon Bombers (WCHL)              |
| 46 | Jacques Lapierre | Védő        | Kanada     | Philadelphia Flyers     | Shawinigan Bruins (QMJHL)             |
| 47 | Ted McAneeley    | Védő        | Kanada     | California Golden Seals | Edmonton Oil Kings (WCHL)             |
| 48 | Dave Cressman    | Bal szélső  | Kanada     | Minnesota North Stars   | Kitchener Rangers (OHA)               |
| 49 | Connie Forey     | Bal szélső  | Kanada     | Pittsburgh Penguins     | Ottawa 67's(OHA)                      |
| 50 | Bob Gryp         | Bal szélső  | Kanada     | Toronto Maple Leafs     | Boston University (ECAC)              |
| 51 | Gord Brooks      | Jobb szélső | Kanada     | St. Louis Blues         | London Knights (OHA)                  |
| 52 | John French      | Center      | Kanada     | Montréal Canadiens      | Toronto Marlboros (OHA)               |
| 53 | André St. Pierre | Védő        | Kanada     | New York Rangers        | Drummondville Rangers (QMJHL)         |
| 54 | Tom Johnston     | Jobb szélső | Kanada     | Detroit Red Wings       | Toronto Marlboros (OHA)               |
| 55 | Gord Davies      | Bal szélső  | Kanada     | Boston Bruins           | Toronto Marlboros (OHA)               |
| 56 | Walt Ledingham   | Center      | Kanada     | Chicago Black Hawks     | University of Minnesota Duluth (WCHA) |
|    |                  |             |            |                         |                                       |

### Ötödik kör
| #  | Játékos        | Poszt       | Nemzetiség                | NHL-csapat              | Egyetem/junior/klub csapat            |
| -- | -------------- | ----------- | ------------------------- | ----------------------- | ------------------------------------- |
| 57 | Mike Morton    | Jobb szélső | Kanada                    | Buffalo Sabres          | Shawinigan Bruins (QMJHL)             |
| 58 | Bill McFadden  | Csatár      | Kanada                    | Vancouver Canucks       | Swift Current Broncos (WCHL)          |
| 59 | Billy Smith    | Kapus       | Kanada                    | Los Angeles Kings       | Cornwall Royals (QMJHL)               |
| 60 | Doug Kerslake  | Jobb szélső | Kanada                    | Philadelphia Flyers     | Edmonton Oil Kings (WCHL)             |
| 61 | Ray Gibbs      | Kapus       | Kanada                    | California Golden Seals | Charlottetown Royals (NBSHL)          |
| 62 | Hank Lehvonen  | Védő        | Kanada                    | Minnesota North Stars   | Kitchener Rangers (OHA)               |
| 63 | Steve Cardwell | Bal szélső  | Kanada                    | Pittsburgh Penguins     | Oshawa Generals (OHA)                 |
| 64 | Luc Simard     | Jobb szélső | Kanada                    | Toronto Maple Leafs     | Trois-Rivières Draveurs (QMJHL)       |
| 65 | Mike Stevens   | Védő        | Kanada                    | St. Louis Blues         | University of Minnesota Duluth (WCHA) |
| 66 | Rick Wilson    | Védő        | Kanada                    | Montréal Canadiens      | University of North Dakota (WCHA)     |
| 67 | Gary Coalter   | Jobb szélső | Kanada                    | New York Rangers        | Hamilton Red Wings (OHA)              |
| 68 | Tom Mellor     | Védő        | Amerikai Egyesült Államok | Detroit Red Wings       | Boston College (ECAC)                 |
| 69 | Bob Roselle    | Bal szélső  | Kanada                    | Boston Bruins           | Sorel Éperviers (QMJHL)               |
| 70 | Gilles Meloche | Kapus       | Kanada                    | Chicago Black Hawks     | Verdun Maple Leafs (QMJHL)            |
|    |                |             |                           |                         |                                       |

### Hatodik kör
| #  | Játékos         | Poszt       | Nemzetiség                | NHL-csapat              | Egyetem/junior/klub csapat        |
| -- | --------------- | ----------- | ------------------------- | ----------------------- | --------------------------------- |
| 71 | Mike Keeler     | Védő        | Kanada                    | Buffalo Sabres          | Niagara Falls Flyers (OHA)        |
| 72 | Dave Gilmour    | Bal szélső  | Kanada                    | Vancouver Canucks       | London Knights (OHA)              |
| 73 | Gerry Bradbury  | Center      | Kanada                    | Los Angeles Kings       | London Knights (OHA)              |
| 74 | Dennis Giannini | Bal szélső  | Kanada                    | Philadelphia Flyers     | London Knights (OHA)              |
| 75 | Doug Moyes      | Jobb szélső | Kanada                    | California Golden Seals | Sorel Éperviers (QMJHL)           |
| 76 | Murray McNeil   | Bal szélső  | Kanada                    | Minnesota North Stars   | Calgary Centennials (WCHL)        |
| 77 | Bob Fitchner    | Center      | Kanada                    | Pittsburgh Penguins     | Brandon Wheat Kings (WCHL)        |
| 78 | Cal Booth       | Bal szélső  | Kanada                    | Toronto Maple Leafs     | Weyburn Red Wings (SJHL)          |
| 79 | Claude Moreau   | Védő        | Kanada                    | St. Louis Blues         | Montréal Junior Canadiens (OHA)   |
| 80 | Robert Brown    | Védő        | Kanada                    | Montréal Canadiens      | Boston University (ECAC)          |
| 81 | Duane Wylie     | Center      | Amerikai Egyesült Államok | New York Rangers        | St. Catharines Black Hawks (OHA)  |
| 82 | Bernie MacNeil  | Bal szélső  | Kanada                    | Detroit Red Wings       | Espanola Eagles (NOJHL)           |
| 83 | Murray Wing     | Védő        | Kanada                    | Boston Bruins           | University of North Dakota (WCHA) |
|    |                 |             |                           |                         |                                   |

### Hetedik kör
| #  | Játékos        | Poszt       | Nemzetiség                | NHL-csapat              | Egyetem/junior/klub csapat       |
| -- | -------------- | ----------- | ------------------------- | ----------------------- | -------------------------------- |
| 84 | Tim Regan      | Kapus       | Amerikai Egyesült Államok | Buffalo Sabres          | Boston University (ECAC)         |
| 85 | Jack Taggart   | Védő        | Kanada                    | St. Louis Blues         | University of Denver (WCHA)      |
| 86 | Brian Carlin   | Bal szélső  | Kanada                    | Los Angeles Kings       | Calgary Centennials (WCHL)       |
| 87 | Hank Nowak     | Bal szélső  | Kanada                    | Philadelphia Flyers     | Oshawa Generals (OHA)            |
| 88 | Terry Murray   | Védő        | Kanada                    | California Golden Seals | Ottawa 67's (OHA)                |
| 89 | Gary Geldart   | Védő        | Kanada                    | Minnesota North Stars   | London Knights (OHA)             |
| 90 | Jim Pearson    | Védő        | Kanada                    | Pittsburgh Penguins     | St. Catharines Black Hawks (OHA) |
| 91 | Paul Larose    | Jobb szélső | Kanada                    | Toronto Maple Leafs     | Quebec Remparts (QMJHL)          |
| 92 | Terry Marshall | Védő        | Kanada                    | St. Louis Blues         | Brandon Wheat Kings (WCHL)       |
| 93 | Bob Fowler     | Jobb szélső | Amerikai Egyesült Államok | Montréal Canadiens      | Estevan Bruins (WCHL)            |
| 94 | Wayne Bell     | Kapus       | Kanada                    | New York Rangers        | Estevan Bruins (WCHL)            |
| 95 | Ed Hays        | Center      | Kanada                    | Detroit Red Wings       | University of Denver (WCHA)      |
| 96 | Glenn Siddall  | Bal szélső  | Kanada                    | Boston Bruins           | Kitchener Rangers (OHA)          |
|    |                |             |                           |                         |                                  |

### Nyolcadik kör
| #   | Játékos             | Poszt      | Nemzetiség | NHL-csapat              | Egyetem/junior/klub csapat        |
| --- | ------------------- | ---------- | ---------- | ----------------------- | --------------------------------- |
| 97  | Doug Rombough       | Center     | Kanada     | Buffalo Sabres          | St. Catharines Black Hawks (OHA)  |
| 98  | Brian Chinnick      | Center     | Kanada     | Los Angeles Kings       | Peterborough Petes (OHA)          |
| 99  | Gary Cunningham     | Védő       | Kanada     | Philadelphia Flyers     | St. Catharines Black Hawks (OHA)  |
| 100 | Alan Henry          | Védő       | Kanada     | California Golden Seals | University of North Dakota (WCHA) |
| 101 | Mickey Donaldson    | Bal szélső | Kanada     | Minnesota North Stars   | Peterborough Petes (OHA)          |
| 102 | Cam Newton          | Kapus      | Kanada     | Pittsburgh Penguins     | Kitchener Rangers (OHA)           |
| 103 | Richard Carton      | Kapus      | Kanada     | Toronto Maple Leafs     | Dauphin Kings (MJHL)              |
| 104 | Dave Tataryn        | Kapus      | Kanada     | St. Louis Blues         | Niagara Falls Flyers (OHA)        |
| 105 | John Richard Jordan | Védő       | Kanada     | Montréal Canadiens      | Boston University (ECAC)          |
| 106 | Pierre Brind'Amour  | Bal szélső | Kanada     | New York Rangers        | Montréal Junior Canadiens (OHA)   |
|     |                     |            |            |                         |                                   |

### Kilencedik kör
| #   | Játékos      | Poszt      | Nemzetiség | NHL-csapat          | Egyetem/junior/klub csapat    |
| --- | ------------ | ---------- | ---------- | ------------------- | ----------------------------- |
| 107 | Luc Nadeau   | Center     | Kanada     | Buffalo Sabres      | Drummondville Rangers (QMJHL) |
| 108 | Bob Winograd | Védő       | Kanada     | St. Louis Blues     | Colorado College (WCHA)       |
| 109 | Jean Daigle  | Bal szélső | Kanada     | Philadelphia Flyers | Sorel Éperviers (QMJHL)       |
| 110 | Ron Lemieux  | Védő       | Kanada     | Pittsburgh Penguins | Dauphin Kings (MJHL)          |
| 111 | Mike Lampman | Bal szélső | Kanada     | St. Louis Blues     | University of Denver (WCHA)   |
|     |              |            |            |                     |                               |

### Tizedik kör
| #   | Játékos     | Poszt | Nemzetiség                | NHL-csapat      | Egyetem/junior/klub csapat     |
| --- | ----------- | ----- | ------------------------- | --------------- | ------------------------------ |
| 112 | Jeff Rotsch | Védő  | Amerikai Egyesült Államok | St. Louis Blues | University of Wisconsin (WCHA) |
|     |             |       |                           |                 |                                |

### Tizenegyedik kör
| #   | Játékos   | Poszt | Nemzetiség | NHL-csapat      | Egyetem/junior/klub csapat |
| --- | --------- | ----- | ---------- | --------------- | -------------------------- |
| 113 | Al Calver | Védő  | Kanada     | St. Louis Blues | Kitchener Rangers (OHA)    |
|     |           |       |            |                 |                            |

### Tizenkettedik kör
| #   | Játékos        | Poszt | Nemzetiség | NHL-csapat      | Egyetem/junior/klub csapat           |
| --- | -------------- | ----- | ---------- | --------------- | ------------------------------------ |
| 114 | Jerry McDonald | Védő  | Kanada     | St. Louis Blues | St. Francis Xavier University (CIAU) |
|     |                |       |            |                 |                                      |

### Tizenharmadik kör
| #   | Játékos       | Poszt | Nemzetiség | NHL-csapat      | Egyetem/junior/klub csapat |
| --- | ------------- | ----- | ---------- | --------------- | -------------------------- |
| 115 | Gerald Haines |       | Kanada     | St. Louis Blues | Kenora Muskies (MJHL)      |
|     |               |       |            |                 |                            |